# Juan José López Burniol
Juan José López Burniol (Alcanar, Tarragona, 30 de marzo de 1945) es un abogado y notario español. Desde marzo de 2017 es el vicepresidente de la "Fundación "la Caixa".

## Trayectoria profesional
Fue licenciado en Derecho por la Universidad de Navarra en 1967. Su actividad se ha centrado en cuatro ámbitos: el profesional, como notario, el institucional, como miembro de varias instituciones, el académico, como profesor de derecho, y el periodístico, como colaborador habitual de varios medios. 
En 1971 aprobó la oposición a notario, tomando posesión de la notaría en Valdegovia (Álava). Posteriormente, fue notario en Tudela y en Barcelona (1977-2010). 
Ha sido decano del Colegio de Notarios de Cataluña y vicepresidente del Consejo General del Notariado de España (1987-1989), magistrado del Tribunal Superior de Andorra (1987-1993) y del Tribunal Constitucional de Andorra (1993 - 2001). 
También ha sido miembro de la Comisión Jurídica Asesora de la Generalidad de Cataluña, profesor asociado de Derecho Civil de la Universidad Autónoma de Barcelona entre 1982 y 1990 y de la Universidad Pompeu Fabra. Fue presidente del Consejo Social de la Universidad de Barcelona desde 2004 hasta 2007 y de la Tribuna Barcelona desde su creación en 1996 hasta el 2006. Desde 2007 es presidente de la Fundación Noguera, una entidad cultural sin ánimo de lucro que trabaja para difundir el patrimonio histórico documental y notarial catalán. Es vocal de la entidad financiera La Caixa.

## Fundación ”la Caixa”
Desde marzo del 2017, Juan José López es vicepresidente de la Fundación ”la Caixa” y patrono desde junio del 2014. Desde esta misma fecha, también es miembro del Consejo de Administración de Criteria Caixa, S.A.U. y de la Comisión de Nombramientos y Retribuciones de Criteria Caixa, S.A.U.
Ha sido consejero general de la Asamblea de ”la Caixa” en representación de ESADE desde abril del 2005 hasta junio del 2014, vocal del Consejo de Administración de ”la Caixa” y patrono de la Fundación ”la Caixa” durante el mismo período. También fue vocal del Consejo de Administración de CaixaBank, S.A. desde junio del 2011 hasta junio del 2016.

## Otros datos
Juan José López Burniol, junto con el periodista de La Vanguardia Enric Juliana redactó el editorial conjunto de la prensa catalana publicado el 26 de noviembre de 2009 antes de la sentencia del Tribunal Constitucional de España sobre el Estatuto de Autonomía de Cataluña de 2006, la cual fue publicada un año después en 2013.
Ha colaborado en diversos medios de comunicación como TV3, Hoy, La Vanguardia, El Periódico y El País. Ha publicado libros y artículos de temática jurídica y política.